# Nanny McPhee
Nanny McPhee är en film från 2005 med Emma Thompson och Colin Firth.  Thompson skrev handlingen efter Christianna Brands barnböcker om Jungfru Matilda (i filmen omdöpt till Nanny McPhee). Filmen hade Sverigepremiär den 17 februari 2006.

## Handling
England under 1800-talet. Efter att deras mor dött, har syskonen Brown totalt avverkat 17 barnflickor. Nästa som kommer är Nanny McPhee, med magiska krafter att fostra barn.

## Rollista
- Emma Thompson som Nanny McPhee
- Colin Firth som Cedric Brown
- Kelly Macdonald som Evangeline
- Angela Lansbury som Great Aunt Adelaide
- Celia Imrie som Mrs. Selma Quickly
- Imelda Staunton som Mrs. Blatherwick
- Derek Jacobi som Mr. Wheen
- Patrick Barlow som Mr. Jowls
- Thomas Brodie-Sangster som Simon Brown
- Eliza Bennett som Tora Brown
- Jennifer Rae Daykin som Lily Brown
- Raphaël Coleman som Eric Brown
- Samuel Honywood som Sebastian Brown
- Holly Gibbs som Christianna Brown
- Hebe and Zinnia Barnes som Agatha (Aggie) Brown

## Produktion
I filmen återförenas Emma Thompson, Colin Firth och Thomas Sangster som alla tidigare medverkade i Love Actually.

### Fotnoter
1. ↑  ”Svensk filmdatabas”. http://www.sfi.se/sv/svensk-filmdatabas/Item/?type=MOVIE&itemid=61731&ref=%2ftemplates%2fSwedishFilmSearchResult.aspx%3fid%3d1225%26epslanguage%3dsv%26searchword%3dNanny+McPhee%26type%3dMovieTitle%26match%3dContain%26page%3d1%26prom%3dFalse. Läst 13 mars 2012.